# Fancy fair
Een fancy fair (ontleend aan het Engels) is een liefdadigheidsbazaar, een markt waar goederen voor een goed doel worden verkocht. Oorspronkelijk ging het om modieuze artikelen, vandaar het woord fancy.
Een moderne fancy fair gaat vaak gepaard met andere activiteiten en vormen van vermaak, zoals spelletjes waarmee kinderen kleine prijzen kunnen winnen, een veiling, een loterij en het aanbieden van eten en drinken. Het doel van een fancy fair kan bijvoorbeeld zijn het vullen van een school-, buurthuis- of verenigingskas of het vergroten van het onderhoudfonds van een kerk.